# بيجن دانشمند
بيجَن دانِشمَند (بالفارسية: بیژن دانشمند) هو ممثل إيراني، ولد في 16 أغسطس 1958 بطهران في إيران.

## أعمال

### أفلام
- (2005) ميونخ[2]
- (2008) كتلة أكاذيب[3]
- (2009) نساء بلا رجال[4][5]
- (2010) المنطقة الخضراء[5][6]

## وصلات خارجية
- بيجان دانيشماند على موقع IMDb (الإنجليزية)
- بيجان دانيشماند على موقع قاعدة بيانات الأفلام العربية
- بيجان دانيشماند على موقع ألو سيني (الفرنسية)
- بيجان دانيشماند على موقع أول موفي (الإنجليزية)
- بيجان دانيشماند على موقع قاعدة بيانات الأفلام السويدية (السويدية)
- بيجان دانيشماند على موقع قاعدة بيانات الفيلم (الإنجليزية)
- بيجان دانيشماند على موقع كينوبويسك (الروسية)